# Gerlos Alpenstraße
Die Gerlos Alpenstraße ist eine mautpflichtige Privatstraße von Krimml im Oberpinzgau, Land Salzburg auf den Gerlospass, Salzburger Seite im Gemeindegebiet Wald im Pinzgau. Der Straße erreicht ihren höchsten Punkt bei 1628 m ü. A..
Wichtigste Bedeutung ist die Zufahrt zum Schigebiet Hochkrimml-Gerlosplatte (Verbund der Zillertal Arena).

## Geschichte
Die Gerlos Straße (B 165) ist auf Salzburger Seite von der Großglockner Hochalpenstraßen AG zwischen der Ortschaft Krimml und der Pinzgauer Höhe (Gerlospass) zwischen 1960 und 1962 neu gebaut worden, da die Trassenführung der alten Gerlos Straße, von Wald im Pinzgau direkt auf die Gerlos, sehr steil und im Winter teilweise unbefahrbar war. Die Pläne dazu wurden bereits 1949 von Franz Wallack, dem Erbauer der Großglockner-Hochalpenstraße, angefertigt.
Dieser 12 km lange zweispurige Streckenabschnitt überwindet 558 Höhenmeter mit einer Höchststeigung von neun Prozent. Die feierliche Eröffnung der Gerlos Alpenstraße erfolgte am 1. Dezember 1962.
Erst 1964 wurde der weitere Anschluss auf Nordtiroler Seite fertiggestellt, als das Land Tirol und die Tauernkraftwerke im Zuge der Erbauung des Speichers Durlaßboden die Straßenlücke zwischen der Pinzgauer Höhe und der Ortschaft Gerlos schlossen.
Der neue Streckenabschnitt wurde per 31. März 2002, anlässlich der Übergabe der Bundesstraßen in Landesbetreuung, in Krimmler Landesstraße (L 113) und Gerlos Alpenstraße umbenannt, und die alte Gerlosstraße wieder in den Streckenverlauf der B 165 eingegliedert. Die Straße gehört noch immer der Großglockner Hochalpenstraßen AG (GROHAG), ist also in Besitz des Bundes, und minderheitlich der Länder Salzburg und Kärnten.
Der neu gebaute Abschnitt zwischen Krimml und Gerlospass ist mautpflichtig, dafür aber uneingeschränkt befahrbar. Auf dieser Mautstraße fanden zwischen 2000 und 2003 Automobil-Bergrennen statt.

## Nachweise
- Gerlos Alpenstraße. In: Salzburger Nachrichten: Salzburgwiki.

1. ↑  Preise Gerlos Alpenstraße (Memento des Originals vom 15. Februar 2013 im Internet Archive)  Info: Der Archivlink wurde automatisch eingesetzt und noch nicht geprüft. Bitte prüfe Original- und Archivlink gemäß Anleitung und entferne dann diesen Hinweis., gerlosstrasse.at
2. ↑  Hinweisschild vor Ort